# Korita (Bosansko Grahovo, BiH)
Korita su naseljeno mjesto u općini Bosansko Grahovo, Federacija Bosne i Hercegovine, BiH.

## Povijest
Do četničkog ustanka i pokolja u ovom selu 1941., selo je imalo 40 kuća s preko 400 žitelja. Za vrijeme četničkog ustanka 27. srpnja 1941. su mjesni Hrvati gotovo u potpunosti zatrti u pokolju kojeg su srpski ustanici počinili u Bosanskom Grahovu i okolnim selima Obljaju, Luci, Ugarcima i Crnom Lugu. Srpski ustanici su opljačkali i spalili sve hrvatske kuće, a stanovnike pobili. Preživjeli su malobrojni. Poslije drugog svjetskog rata dio tih preživjelih se vratio.
Selo je gotovo potpuno izbrisano s lica zemlje, gotovo svi preživjeli mještani raselili su se po Hrvatskoj i svijetu. Jugoslavija je nacionalizirala zemlju Hrvata. 
Dvoje zadnjih stanovnika bili su starci koje su četnici ubili 1992. godine.
Korita su do 1991. bila jedno od 2 naselja s hrvatskom većinom u općini Bosansko Grahovo.
Tek 70 godina poslije pokolja potomci mještana u mogućnosti su kupovati zemlju svojih roditelja i predaka i samostalno obnavljaju svoja ognjišta, bez ikakve pomoći općine i države.
Potomci preživjelih Hrvata danas grade nove kuće. Selo oživljava na temeljima starih porušenih kuća. Obnovljene su tri kuće, dvije su u gradnji. I preostali potomci se zanimaju za obnovu svojih ognjišta. Izgrađena je zavjetna kapelica. U izgradnji je Hrvatski kulturni centar, planirano središte društvenog života grahovskih Hrvata.

## Stanovništvo

### 1991.
Nacionalni sastav stanovništva 1991. godine, bio je sljedeći:
ukupno: 2
- Hrvati - 2

Stanovnici ovog mjesta bili su Manda i Mata Vulić, koje su tijekom Domovinskog rata ubili pripadnici četničkih postrojbi. Na ostatcima obiteljske kuće Vulića 18. srpnja 2015. otkrivena je spomen-ploča.

### 2013.
Nacionalni sastav stanovništva 2013. godine, bio je sljedeći:
ukupno: 22
- Hrvati - 22

## Kultura i spomenici
U Koritima se nalazi zavjetna kapela sv. Jeronima.
Počevši od 2012. godine u čast don Jurja Gospodnetića pokrenuto je u Pjesničko sijelo u Koritima, koje okuplja hrvatske pjesnike transcendentalnoga nadahnuća. Održava se na Vidikovcu kod Korita.
Spomen-obilježje Mate i Mande Vulić, bračnog para koji su kao civili ubijeni u agresiji na Hrvate 1992. godine.
Kulturno-vjerska manifestacija „Dani sv. Ilije“ održava se u Koritima.
Hrvatski kulturni centar, planirano kulturno središte društvenog života grahovskih Hrvata.

## Vanjske poveznice
- Portal Hrvatskoga kulturnog vijeća hkv: Na Vidikovcu u Koritima kod Bosanskog Grahova 21. srpnja 2015.